# Kòkako de l'illa del Sud
El kòkako de l'illa del Sud (Callaeas cinereus) és una espècie d'ocell de la família dels cal·leids (Callaeidae).

## Hàbitat i distribució
Habita els boscos de l'illa del Sud, a Nova Zelanda.